# Txell Alarcón
Txell Alarcón Otero (Barcellona, 31 luglio 2003) è una cestista spagnola.

## Carriera
È stata selezionata dalle Washington Mystics al terzo giro del Draft WNBA 2023 (32ª scelta assoluta).